# 邢顒 (高句麗)
邢 顒（朝鮮語: 형옹、生没年不詳）は、中国唐の学者であり、朝鮮氏族の晋州邢氏の始祖である。
高句麗栄留王の求めに応じて、中国唐太宗が八学士の一人として平壌に派遣し、その後、高句麗に帰化した。
13代子孫の邢昉は高麗明宗時代に門下侍中を務め、15代子孫の邢公美は忠烈王時代に倭寇征伐に功績を挙げ、晋陽君に封ぜられた。